# Pouvoirs (album)
Pour les articles homonymes, voir Pouvoir.
Albums de Bernard Lavilliers
15e Round
(1977) O gringo
(1980)
Pouvoirs est le sixième album studio de Bernard Lavilliers sorti en 1979, chez Barclay. Une version remixée est sortie en 1990.

## Historique
Après le succès de 15e Round, Bernard Lavilliers crée un album-concept engagé, revendicatif et virulent aux couleurs jazz-rock, consacré au « pouvoir des religions, de l'argent, des femmes - ou de leur impossibilité à l'exercer »,. Le texte de l'album est écrit à Saint-Malo, où vivait Lavilliers à l'époque. La première partie de l'album, qui occupe la face A du 33 tours, est un titre fleuve de plus de dix-sept minutes constitué d'une suite de morceaux, notamment Urubus, dans lequel il compare les banquiers multinationaux américains aux vautours du même nom qui vivent au nord du Brésil.
La face B du disque vinyle n'a « rien à voir avec le côté sombre et très bizarre de la première » avec Fortaleza, qui parle d'une aventure au Brésil, Rue de la soif, La promenade des Anglais et Bats-toi, qui décrit la période durant laquelle Lavilliers a écrit l'album, où se croisent « les fameux autonomes anarchistes, les Brigades rouges, des intellectuels qui pensaient que les partis étaient tous pourris [...] et qui prenaient les armes ».
L'album est enregistré au studio de la Grande Armée à Paris et mixé au Château d'Hérouville par André Harwood, assisté de Jean-Luc Lemerre.

## Sortie et accueil
À sa sortie, l'album connaît un relatif insuccès (il sera malgré tout certifié disque d'or en 1982) mais le public le suit, comme les 6 000 personnes qui, pendant cinq jours, l'acclament à l'hippodrome de Pantin cette même année.
Lavilliers dira quelques années plus tard que si l'album « n'a pas marché au départ, il s'est plutôt bien vendu sur la durée ». Le peu de succès initial de Pouvoirs peut s'expliquer en partie par le peu de passages télévisés et radio de l'album, mais à la suite de l'énorme triomphe commercial de O gringo en 1980, notamment avec Traffic et Stand the Ghetto, « les programmateurs se sont jetés dessus », car ils savaient qu'il faisait « 5 à 10 000 personnes par concert », prenant alors le train en marche, alors qu'auparavant, il faisait l'objet de quelques articles dans certains journaux, mais ne passait pas en radio - à part FIP qui diffusait San Salvador, extrait du Stéphanois.

## Différentes versions de l'album
Deux versions de l'album existent :
- la version originale parue en LP en 1979, dans laquelle le titre Pouvoirs est un unique morceau de 17 minutes.
- la réédition CD de 1990 : Bernard Lavilliers et Jean-Luc Lemerre, assistés de Bruno Sourice, ont remixé l'ensemble. Le titre La peur y est alors tronqué et découpé en deux parties.

Il existe deux pressages du disque vinyle de 1979 : l'un avec uniquement écrit le titre "Pouvoirs" sur la face A du disque, l'autre avec les six titres composant "Pouvoirs" écrits sur cette même face.

## Postérité
En 2016, Lavilliers décide de revisiter Pouvoirs en concert, chose qu'il avait peu faite depuis sa sortie : d'abord lors des Francofolies de la Rochelle en juillet et lors d'une dizaine de dates à l'automne,. Il l'a décidé au vu du contexte après s'être rendu au Brésil en avril 2016, « à un moment où la présidente Dilma Rousseff est destituée, après une attaque frontale des vieux barons contre elle, dans un pays où la vie politique a toujours été agitée », ce qui lui a « remis en tête cette idée des pouvoirs, politique, financier, juridique, médiatique », ajoutant que Rousseff s'est « fait assassiner par tous les pouvoirs » et que « les vautours lui tournaient autour ». Il parle aussi du contexte des chansons. L'album est remixé et réédité le 16 septembre 2016 en 2CD « Digisleeve tirage limité », le deuxième CD propose trois reprises : "La Promenade des Anglais" (Jeanne Cherhal), "Frères de la Côte" (Feu ! Chaterton) et "Frères Humains synthétisés" (Fishbach).

## Titres

### Version originale de 1979

#### Face A
Pouvoirs
| 1.    | La Peur                    | Pascal Arroyo, François Bréant | Bernard Lavilliers | 1:23 |
| 2.    | Frères de la côte          | François Bréant                | Bernard Lavilliers | 3:52 |
| 3.    | Sœur de la zone            | Pascal Arroyo, François Bréant | Bernard Lavilliers | 1:55 |
| 4.    | Frères humains synthétisés | François Bréant                | Bernard Lavilliers | 1:55 |
| 5.    | Urubus                     | Pascal Arroyo                  | Bernard Lavilliers | 4:34 |
| 6.    | La Peur                    | Pascal Arroyo, François Bréant | Bernard Lavilliers | 3:47 |
| 17:26 |                            |                                |                    |      |

#### Face B
Toutes les chansons sont écrites et composées par Bernard Lavilliers sauf celles indiquées.
| 1.    | Fortalerza               |                 |                    | 4:17 |
| 2.    | Bats-toi                 |                 |                    | 3:23 |
| 3.    | La Promenade des Anglais | Pascal Arroyo   | Bernard Lavilliers | 3:28 |
| 4.    | Rue de la soif           | François Bréant | Bernard Lavilliers | 2:46 |
| 5.    | Ringard pour le reggae   |                 |                    | 1:43 |
| 6.    | Fuckin'life              |                 |                    | 2:47 |
| 18:24 |                          |                 |                    |      |

### Remix de 1990
Toutes les chansons sont écrites et composées par Bernard Lavilliers sauf celles indiquées.
| 1.    | La peur (intro)            | Pascal Arroyo, François Bréant | Bernard Lavilliers | 0:53 |
| 2.    | Frères de la côte          | François Bréant                | Bernard Lavilliers | 3:48 |
| 3.    | Sœur de la zone            | Pascal Arroyo, François Bréant | Bernard Lavilliers | 2:19 |
| 4.    | Frères humains synthétisés | François Bréant                | Bernard Lavilliers | 2:22 |
| 5.    | Urubus                     | Pascal Arroyo                  | Bernard Lavilliers | 4:31 |
| 6.    | La peur                    | Pascal Arroyo, François Bréant | Bernard Lavilliers | 3:47 |
| 7.    | Fortaleza                  |                                |                    | 4:23 |
| 8.    | Bats-toi                   |                                |                    | 3:25 |
| 9.    | La Promenade des Anglais   | Pascal Arroyo                  | Bernard Lavilliers | 3:39 |
| 10.   | Rue de la soif             | François Bréant                | Bernard Lavilliers | 2:49 |
| 11.   | Ringard pour le reggae     |                                |                    | 1:47 |
| 12.   | Fuckin'life                |                                |                    | 2:50 |
| 36:33 |                            |                                |                    |      |

## Musiciens
- Bernard Lavilliers : chant, guitare acoustique
- François Bréant : clavier
- Pascal Arroyo : basse
- Jean-Paul « Hector » Drand : guitare électrique
- Emmanuel Lacordaire : batterie
- Dominique Mahut : tumba
- Alain Hatot : saxophone
- Raymond Guyot : flûte
- Yvan Jullien : arrangements
- Tecca : berimbau

## Classements et certifications

### Classements hebdomadaires
| Classement (2016)            | Meilleure place |
| ---------------------------- | --------------- |
| Belgique (Wallonie Ultratop) | 100             |
| France (SNEP)                | 55              |